# Molly Ostertag
Molly Ostertag   (28 d'octubre de 1991) és una dibuixant i escriptora estatunidenca, coneguda pel seu webcòmic Strong Female Protagonist, la seva sèrie de novel·les gràfiques (The Witch Boy, The Hidden Witch i The Midwinter Witch) i pel seu treball a la sèrie Tales of the Night Watchman. Va ser nomenada una de les 30 under 30 (30 menors de 30) de la revista Forbes el 2021.

## Biografia
Ostertag va créixer a l'estat de Nova York. Va assistir al Bard College i va estudiar il·lustració i dibuixos animats a la School of Visual Arts (SVA) de la ciutat de Nova York, on es va graduar el 2014. Es va traslladar a Los Angeles el 2016.

## Carrera

### Còmics
Com a Il·lustracions de còmics, Ostertag ha dibuixat el còmic web de superherois Strong Female Protagonist escrit per Brennan Lee Mulligan des del 2012 i ha creat l'art per al còmic de fantasia Shattered Warrior escrit per Sharon Shinn (2017). El seu primer treball publicat va ser el 2013 i el 2014 quan va dibuixar dos números de Tales of the Night Watchman per a So What? Press, "The Night Collector" (2013) i "It Came from the Gowanus Canal " (2014). Aquest últim continua sent un dels més venuts de la sèrie. El 2016, alguns dels seus còmics van aparèixer en una antologia amb altres artistes de còmics titulada Chainmail Bikini.
El 2017, Graphix va publicar The Witch Boy, la primera novel·la gràfica escrita i dibuixada per Ostertag. És la història de la majoria d'edat d'un nen jove, Aster, que té la intenció de convertir-se en bruixa en una comunitat on s'espera que els nens es converteixin en canviaformes. Fox Animation va adquirir els drets de la pel·lícula el maig de 2017, i una seqüela, The Hidden Witch, es va publicar el 2018. El tercer llibre de la sèrie, The Midwinter Witch, es va publicar el novembre de 2019. The Witch Boy va ser descrit posteriorment per Daniel Toy de Underscored de CNN com una "història emocional i màgica [que] captarà l'atenció dels lectors joves" que ensenya als lectors la "importància de l'acceptació i l'amor" mentre que els crítics van dir que el La història d'Aster, que comença al primer llibre, és "paràbola de conformitat de gènere". A més, l'amiga tomboy d'Aster, Charlotte "Charlie", que té dos pares, és descrita com a no conforme a les normes de gènere, fins i tot per l'editor del llibre, Scholastic. Altres obres d'Ostertag inclouen el còmic eròtic Alleycat i el còmic How the Best Hunter in the Village Met Her Death, pel qual va rebre Premi Ignatz de 2018.
Paste va descriure el disseny del personatge d'Ostertag com "hàbil i variat, amb una línia gruixuda i fosca que s'assembla a la de Faith Erin Hicks ", i va assenyalar que "fa servir principalment els ulls de les seves figures i el seu llenguatge corporal per transmetre emocions". Un perfil de SVA va descriure el seu treball com "que presenta constantment diferents repartiments de personatges -multiracials, de diferents expressions de gènere, orientacions sexuals i habilitats-, les aventures dels quals entrellacen justícia social i superherois, pressió dels companys i poders màgics", i va assenyalar que el seu "interès principal rau en el contingut queer en el treball per a joves". A més, Erica Friedman de Yuricon, una fan d'Ostertag, va elogiar el seu treball, How the Best Hunter in the Village Met Her Death, anomenant-lo un conte que ressonarà amb aquells "que han passat pels seus propis boscos foscos i s'han transformat en el seu veritable jo".
El 2021, es va publicar una novel·la gràfica d'Ostertag, The Girl From The Sea. La va descriure com una "novel·la gràfica romàntica d'estiu per a adolescents" ambientada a Nova Escòcia, centrada en la història d'una noia canadenca coreana de 15 anys anomenada Morgan que s'enamora d'una selkie (una espècie de dona d'aigua de la mitologia nòrdica) anomenada Keltie. Va assenyalar que es basava una mica en la seva experiència passant els estius a l'illa de Wilneff a Nova Escòcia quan era petita i va qualificar el llibre de la seva "primera incursió seriosa" en el gènere romàntic. The Girl from the Sea ha estat nominada al premi GLAAD Media Award a la millor novel·la gràfica/antologia original.

### Animació
En animació, Ostertag treballa des del 2014 com a dissenyador de Star vs. the Forces of Evil i com a escriptora de The Owl House i ThunderCats Roar. L'octubre del 2020, va demanar a Amazon que la deixés fer una animació "centrada al voltant dels nens Hobbit a La Comarca". El gener de 2021, es va anunciar que Netflix adaptava la seva novel·la gràfica, The Witch Boy, a un musical animat dirigit per Minkyu Lee.
L'11 de desembre de 2020 es va registrar un projecte d'Ostertag per a Disney Television Animation amb el nom de Neon Galaxy.

### Altres escrits
De juliol a setembre de 2020, Ostertag va publicar una ficció de El Senyor dels Anells titulada "In All the Ways There Were" en la qual Frodo Saquet i Samseny "Sam" Gamgí mantenien una relació amorosa, història que es va fer relativament popular. Va definir la fan ficció com una extensió de la seva "obsessió del Senyor dels Anells", fins i tot creant un compte de Twitter alternatiu sobre el tema, amb el nom @hobbitgay, i va declarar que també està escrivint una fan ficció romàntica "reexplicant tota la sèrie de Sam. El punt de vista de Gamgí". A més, va afirmar que veia El Senyor dels Anells com un romanç i va argumentar que poques vegades veu l'exploració del "romanç com a transformadora", retratada, a la ficció, amb autenticitat. A més, el 2019, Ostertag va crear un fan còmic que representava una escena posterior als crèdits de The Return of the King.
L'agost de 2021, Ostertag va començar a escriure una revista Substack sobre novel·les gràfiques titulat "In The Telling". L'octubre de 2021, va anunciar que llançaria una novel·la gràfica titulada "Darkest Knight" a la seva Substack amb periodicitat setmanal per a subscriptors de pagament, que se centraria en una relació entre una adolescent cis i una noia trans, i que més tard es publicarà a subscriptors generals.

## En mitjans de comunicació
El 2014, va aparèixer al documental She Makes Comics.

## Vida personal
Ostertag és lesbiana i es va casar amb el dibuixant ND Stevenson el setembre de 2019. Stevenson va començar a treballar a She-Ra i les princeses del poder al mateix temps que va començar a sortir amb Ostertag, que va influir en el programa "des del principi", va donar un gir important a la trama de la temporada final.
Ostertag també és membre dels Socialistes Demòcrates d'Amèrica i ha il·lustrat un cartell de campanya per a la regidora de l'Ajuntament de Los Angeles Nithya Raman.

### Novel·les gràfiques

#### Sèrie de novel·la gràfica
- Trilogia Witch Boy
  - The Witch Boy (escriptorail·lustracions, Graphix, 2017)
  - The Hidden Witch (escriptorail·lustracions, Graphix, 2018)
  - The Midwinter Witch (escriptora/il·lustracions, Graphix, 2019)
- Sèrie de novel·les gràfiques sense títol Dungeons & Dragons [Properament][37]
  - Llibre 1 (escriptor, art de Xanthe Bouma, HarperCollins Children's Books, 2022) [Properament][37]

#### Altres novel·les gràfiques
- Tales of the Night Watchman (So What? Press, 2011-present)
  - "The Night Collector" (il·lustracions, 2013) i "Sanctuary" (personatges creats conjuntament 2018)
  - "It Came from the Gowanus Canal" (il·lustracions, 2014) i "It Came from the Gowanus Canal...Again!" (personatges creats conjuntament, 2017)
- Shattered Warrior (il·lustracions, escrit per Sharon Shinn, Macmillan, 2017)
- The Girl from the Sea (escriptora/il·lustracions, Graphix, 2021)
- Darkest Night (escriptora/il·lustracions, Substack, 2021)

### Jocs de rol
- Van Richten's Guide to Ravenloft (escriptor, Wizards of the Coast, 2021)[38]

### Webcomics
- Alleycat (escriptora/il·lustracions, 2017)
- Com va morir el millor caçador del poble (escriptora/il·lustracions, 2018)
- Strong Female Protagonist (Il·lustracions, escrit per Brennan Lee Mulligan, 2012–2018)